# Rugby (journal)
Pour les articles homonymes, voir Rugby.
Rugby était un journal sportif français dont l'administration et bureaux étaient situés à Toulouse. Dirigé par F. Hudman-Lucas, il paraît pour la première fois le 7 octobre 1916 et disparaît définitivement en mai 1918. Selon les termes utilisés par son rédacteur : "Dans Rugby, nous accorderons une large place à tous les sports sans exception..."